# (15591) 2000 GP89
A (15591) 2000 GP89 a Naprendszer kisbolygóövében található aszteroida. A LINEAR projekt keretében fedezték fel 2000. április 4-én.